# ZAZ Tavria
La Tavria, conosciuta anche come Dana (ZAZ-1105 a 5 porte) e Slavuta (ZAZ-1103 berlina a 3 volumi) nelle versioni successive, è l'ultima autovettura nata in casa ZAZ e nel 2008 è l'unico modello in produzione con marchio proprio, affiancato nelle catene di montaggio dai modelli Chevrolet destinati al mercato ex-sovietico e da modelli di altri marchi sempre nell'orbita General Motors.

## Il contesto
Dalla linea somigliante alla Lada-Vaz Samara, alla IžhAvto 2126 e alla Škoda Favorit, la ZAZ 1102, nome originario dell'auto, è nata nel 1987 ed è stata anche esportata in Cile e Colombia. 
Le caratteristiche tecniche erano:
- vettura hatchback con motore FIAT 903 da 1,1 litri (poi anche di 1,3 e 1,5 litri), inizialmente raffreddati ad acqua sono stati poi sostituiti da versioni con il raffreddamento ad aria.
- trazione anteriore
- sospensioni MacPherson anteriori
- sospensioni a barra di torsione posteriori

Negli anni tale vettura ha subìto leggeri restyling.
La produzione della Tavria è terminata nel 2007 mentre quella della Slavuta è terminata nel 2011. Il nome Tavria deriva da quello dell'omonimo fiume ucraino.
La 1105 station wagon è nata nel 1992 ed è stata prodotta anche in versione Van il cui nome è "Пикап" (Pikup).
La 1103 a tre volumi, Slavuta, unico modello in produzione fino al 2011, è nata nel 1995 ed è affiancata alla versione Pickup.
Nate con un motore a carburatore i modelli prodotti negli ultimi anni montano il motore ad iniezione.